# Parseierspitze
Parseierspitze – szczyt w Alpach Lechtalskich, części Północnych Alp Wapiennych. Leży w Austrii w kraju związkowym Tyrol. Jest to najwyższy szczyt Alp Lechtalskich i zarazem jedyny w tym pasmie, który przekracza 3000 m. Szczyt można zdobyć ze schronisk Augsburger Hütte (2289 m) lub Memminger Hütte (2242 m). Sąsiaduje z Gatschkopf i Eisenspitze.
Pierwszego wejścia w 1869 r. dokonali Joseph Anton Specht i Peter Siess.